# Наволок (Тихвінське міське поселення)
Наволок (рос. Наволок) — присілок у Тихвінському районі Ленінградської області Російської Федерації.
Населення становить 6 осіб. Належить до муніципального утворення Тихвінське міське поселення.

## Історія
Населений пункт розташований на історичній Новгородській землі, знищеній Московським царством у 15 столітті.
Згідно із законом від 1 вересня 2004 року № 52-оз належить до муніципального утворення Тихвінське міське поселення.

## Населення
| 1879 | 1910 | 1928 | 1958 | 1997 | 2002 | 2007 |
| ---- | ---- | ---- | ---- | ---- | ---- | ---- |
| 104  | ↘92  | ↗153 | ↘56  | ↘15  | ↘11  | →11  |
| 2010 |      |      |      |      |      |      |
| ↘6   |      |      |      |      |      |      |